# A New Career in a New Town
A New Career in a New Town är en låt skriven och framförd av David Bowie från hans album Low från 1977. Sången släpptes även som B-sida till Sound and Vision senare samma år.